# Hercostomus abnormis
Hercostomus abnormis är en tvåvingeart som beskrevs av Yang 1996. Hercostomus abnormis ingår i släktet Hercostomus och familjen styltflugor. Inga underarter finns listade i Catalogue of Life.